# Associazione Calcio Monza Brianza 1912 2011-2012
L'Associazione Calcio Monza Brianza 1912 nella stagione 2011-2012 partecipa al Campionato di Prima Divisione di Lega Pro girone A.

## Stagione
Nella stagione 2011-2012 il Monza disputa il girone A del campionato di Prima Divisione, raccoglie 33 punti piazzandosi in penultima posizione, con alle spalle il solo Foligno, penalizzato e retrocesso direttamente. Per salvarsi il Monza ha a disposizione il Play-out, da disputare contro il Viareggio, la messa meglio delle pericolanti che ha chiuso il torneo con 36 punti, quindi avvantaggiato dal miglior piazzamento in campionato. La dirigenza del Monza decide di cambiare il tecnico proprio prima degli spareggi salvezza con i bianconeri toscani, in luogo di Gianfranco Motta, sulla panca brianzola viene chiamato il suo vice Riccardo Monguzzi, mossa che a nulla serve, perché arrivano due sconfitte, con la relativa retrocessione in Seconda Divisione. Anche nella Coppa Italia di Lega Pro la squadra biancorossa fa poca strada, disputa solo il girone B di qualificazione, che ha promosso il Renate e la Pro Vercelli.

## Rosa
| N. |                    | Ruolo | Calciatore        |
| -- | ------------------ | ----- | ----------------- |
|    | Italia (bandiera)  | P     | Paolo Castelli    |
|    | Italia (bandiera)  | P     | Marco Marcandalli |
|    | Italia (bandiera)  | P     | Umberto Previti   |
|    | Italia (bandiera)  | D     | Andrea Boscaro    |
|    | Italia (bandiera)  | D     | Alessio Bugno     |
|    | Italia (bandiera)  | D     | Paolo Cattaneo    |
|    | Italia (bandiera)  | D     | Fabio Cusaro      |
|    | Italia (bandiera)  | D     | Luca Fiuzzi       |
|    | Italia (bandiera)  | D     | Maximiliano Uggè  |
|    | Italia (bandiera)  | D     | Walter Zullo      |
|    | Italia (bandiera)  | D     | Cristian Zenoni   |
|    | Francia (bandiera) | C     | Marc Lewandowski  |
|    | Italia (bandiera)  | C     | Marco Anghileri   |
|    | Italia (bandiera)  | C     | Paolo Campinoti   |
|    | Algeria (bandiera) | C     | Houssem Chemali   |

| N. |                     | Ruolo | Calciatore              |
| -- | ------------------- | ----- | ----------------------- |
|    | Italia (bandiera)   | C     | Valerio Rosseti         |
|    | Brasile (bandiera)  | C     | Adriano Inàcio Da Matta |
|    | Italia (bandiera)   | C     | Mattia Biso             |
|    | Italia (bandiera)   | C     | Vincenzo Iacopino       |
|    | Italia (bandiera)   | C     | Mariano Romano          |
|    | Italia (bandiera)   | C     | Paolo Valagussa         |
|    | Italia (bandiera)   | C     | Francesco Mirko Velardi |
|    | Italia (bandiera)   | A     | Jurgen Pandiani         |
|    | Italia (bandiera)   | A     | Roberto Colacone        |
|    | Italia (bandiera)   | A     | Giovanni Kyeremateng    |
|    | Italia (bandiera)   | A     | Umberto Nappello        |
|    | Italia (bandiera)   | A     | Christian Tiboni        |
|    | Italia (bandiera)   | A     | Ernesto Torregrossa     |
|    | Svizzera (bandiera) | A     | Daniel Vogt             |
|    | Italia (bandiera)   | A     | Filippo Talato          |

## Risultati

### Lega Pro Prima Divisione

#### Girone di andata
| Arbitro: | Lanza (Nichelino) |

|  |           |                                               |
|  | Marcatori | 21’ (aut.) Campinoti 36’ (rig.), 45’ Ginestra |

| Arbitro: | Maresca (Napoli) |

|            |           |                             |
| Alessi 72’ | Marcatori | 4’ (rig.) Iacopino 40’ Uggè |

| Arbitro: | Operato (Isernia) |

|  |           |                |
|  | Marcatori | 51’ V. Espinal |

| Arbitro: | Dei Giudici (Latina) |

|             |           |  |
| Lanteri 35’ | Marcatori |  |

| Arbitro: | Taioli (Cesena) |

|                                   |           |                          |
| Campinoti 11’ Iacopino 42’ (rig.) | Marcatori | 14’ Meza Colli 80’ Falco |

| Arbitro: | Fabbri (Ravenna) |

|               |           |                   |
| M. Romano 41’ | Marcatori | 60’ E. Bortolotto |

| Arbitro: | Petroni (Roma) |

|                  |           |                |
| Fiale 60’ (rig.) | Marcatori | 4’ R. Colacone |

| Arbitro: | La Penna (Roma) |

|              |           |           |
| Iacopino 60’ | Marcatori | 65’ Thiam |

| Arbitro: | Ripa (Nocera Inferiore) |

|                              |           |           |
| L. Chiaretti 34’ Rantier 89’ | Marcatori | 1’ Cusaro |

| Arbitro: | Cifelli (Campobasso) |

|                                             |           |                 |
| Torregrossa 30’ R. Colacone 56’ Chemali 90’ | Marcatori | 76’ (rig.) Arma |

| Lumezzane 6 novembre 2011 11ª giornata | Lumezzane              | 0 – 0 | Monza | Nuovo Stadio Comunale\| Arbitro: \| G. Ceccarelli (Rimini) \| |
| Arbitro:                               | G. Ceccarelli (Rimini) |       |       |                                                               |

| Arbitro: | De Benedictis (Bari) |

|  |           |                              |
|  | Marcatori | 36’ Miglietta 47’ Sinigaglia |

| Arbitro: | Rocca (Vibo Valentia) |

|                          |           |  |
| Potenza 44’ Pasciuti 75’ | Marcatori |  |

| Arbitro: | Roca (Foggia) |

|          |           |  |
| Petti 5’ | Marcatori |  |

| Arbitro: | Peretti (Verona) |

|                   |           |                   |
| R. Colacone 90+3’ | Marcatori | 79’ Al. Filippini |

| Arbitro: | Giallanza (Catania) |

|                          |           |                                  |
| Perez 32’ Favasuli 90+3’ | Marcatori | 16’ C. Palumbo 45+3’ R. Colacone |

| Arbitro: | Dei Giudici (Latina) |

|               |           |                             |
| Valagussa 52’ | Marcatori | 80’ (rig.) Vacca 83’ D'Anna |

#### Girone di ritorno
| Arbitro: | Adducci (Paola) |

|                               |           |  |
| F. Di Nunzio 24’ Ginestra 55’ | Marcatori |  |

| Arbitro: | Coccia (San Benedetto del Tronto) |

|  |           |                               |
|  | Marcatori | 8’ P. Rossi 51’ (rig.) Alessi |

| Arbitro: | Castrignanò (Brindisi) |

|               |           |                 |
| Malatesta 53’ | Marcatori | 40’ Torregrossa |

| Arbitro: | Bindoni (Venezia) |

|                             |           |             |
| R. Colacone 57’ (rig.), 84’ | Marcatori | 4’ Agodirin |

| Pavia 5 febbraio 2012 22ª giornata | Pavia             | 0 – 0 | Monza | Stadio Pietro Fortunati\| Arbitro: \| Bellotti (Verona) \| |
| Arbitro:                           | Bellotti (Verona) |       |       |                                                            |

| Arbitro: | Saia (Palermo) |

|                   |           |                                    |
| E. Bortolotto 75’ | Marcatori | 12’, 16’ Torregrossa 30’ Valagussa |

| Arbitro: | Albertini (Ascoli Piceno) |

|  |           |                            |
|  | Marcatori | 28’, 65’ Zaza 81’ Cesarini |

| Arbitro: | Magnani (Frosinone) |

|                       |           |                |
| De Angelis 78’ (rig.) | Marcatori | 7’, 72’ Tiboni |

| Monza 11 marzo 2012 26ª giornata | Monza                | 0 – 0 | Taranto | Stadio Brianteo\| Arbitro: \| Pairetto (Nichelino) \| |
| Arbitro:                         | Pairetto (Nichelino) |       |         |                                                       |

| Ferrara 18 marzo 2012 27ª giornata | Real SPAL       | 0 – 0 | Monza | Stadio Paolo Mazza\| Arbitro: \| Ros (Pordenone) \| |
| Arbitro:                           | Ros (Pordenone) |       |       |                                                     |

| Arbitro: | Minelli (Varese) |

|  |           |            |
|  | Marcatori | 66’ Baraye |

| Arbitro: | Rocca (Vibo Valentia) |

|                |           |             |
| Sinigaglia 27’ | Marcatori | 82’ Boscaro |

| Arbitro: | Aversano (Treviso) |

|  |           |                |
|  | Marcatori | 3’ A. Ferretti |

| Arbitro: | Abisso (Palermo) |

|                      |           |           |
| Zullo 25’ Tiboni 54’ | Marcatori | 7’ Coresi |

| Arbitro: | Marini (Roma) |

|  |           |                 |
|  | Marcatori | 30’ R. Colacone |

| Arbitro: | Chiffi (Padova) |

|  |           |                             |
|  | Marcatori | 65’ K. Obodo 90+4’ R. Perna |

| Arbitro: | Castrignanò (Brindisi) |

|         |           |  |
| Cia 39’ | Marcatori |  |

### Play-out
| Arbitro: | Fabbri (Ravenna) |

|  |           |               |
|  | Marcatori | 82’ D'Onofrio |

| Arbitro: | Maresca (Napoli) |

|                                               |           |                 |
| Cristiani 23’ Zaza 35’, 52’ E. Pellegrini 79’ | Marcatori | 11’ Lewandowski |

### Coppa Italia Lega Pro
| 17 agosto 2011 1ª giornata |  | – Turno di riposo Monza |  |  |

| Arbitro: | Pairetto (Nichelino) |

|                                         |           |  |
| Iacopino 15’ (rig.) Da Matta 79’ (rig.) | Marcatori |  |

| Arbitro: | Borriello (Mantova) |

|  |           |                              |
|  | Marcatori | 27’ Iacopino 73’ Torregrossa |

| Arbitro: | Caso (verona) |

|  |           |                         |
|  | Marcatori | 24’ Iemmello 90+5’ Masi |

| Meda 31 agosto 2011 5ª giornata | Renate           | 0 – 0 | Monza | Stadio Città di Meda\| Arbitro: \| Fiore (Barletta) \| |
| Arbitro:                        | Fiore (Barletta) |       |       |                                                        |